# 한강 (베트남)
한강(Sông Hàn, 또는 Hàn giang; 瀚江)은 베트남 남중부 지방에 위치한 강이다. 베트남 꽝남 성에서 발원하여, 다낭에서 남중국해로 빠져나간다. 한강은 길이 약 7 km로, 강폭은 약 900 m~1,200 m, 평균 수심은 약 4~5 m에 이른다.

## 어귀
베트남 전쟁 때미군의 가장 중요한 해군항이었던 다낭항은 손짜산 기슭의 어귀에 위치해 있다.

## 다리
한강에는 6개의 다리가 있다.
- 투언푹 교(Cầu Thuận Phước)
- 한강 교(Cầu Sông Hàn)
- 롱 교(Cầu Rồng)
- 짠티리 교(Cầu Trần Thị Lý)
- 응우옌 반 쪼이 교(Cầu Nguyễn Văn Trỗi)
- 티엔손 교(Cầu Tuyên Sơn)

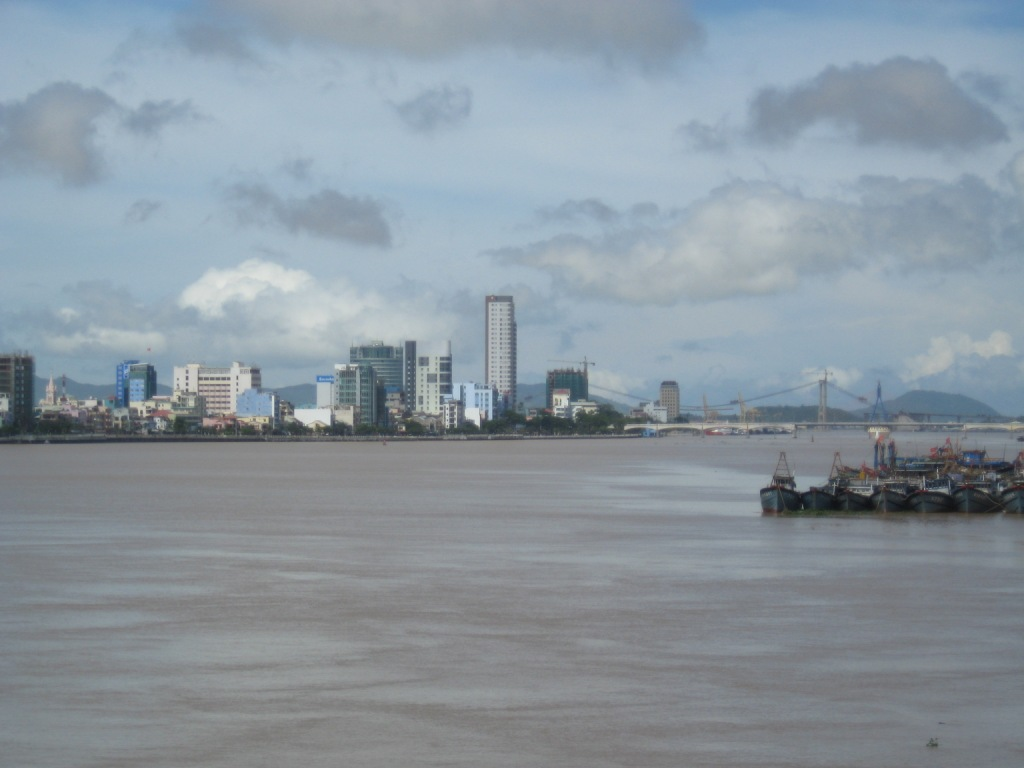
한강의 저물녘
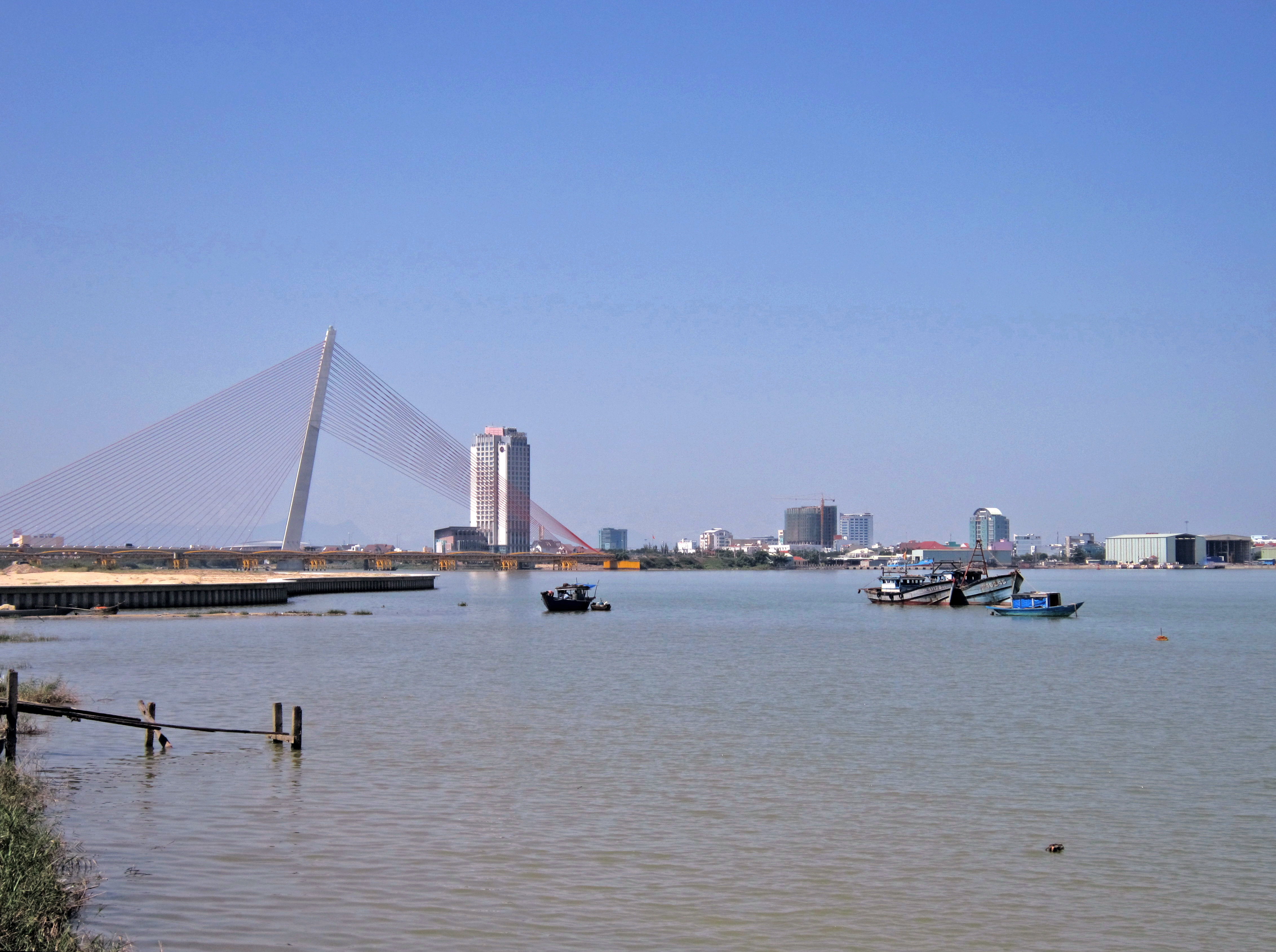
한강 (짠티리교)

## 같이 보기
- 한강교